# Список национальных парков Франции

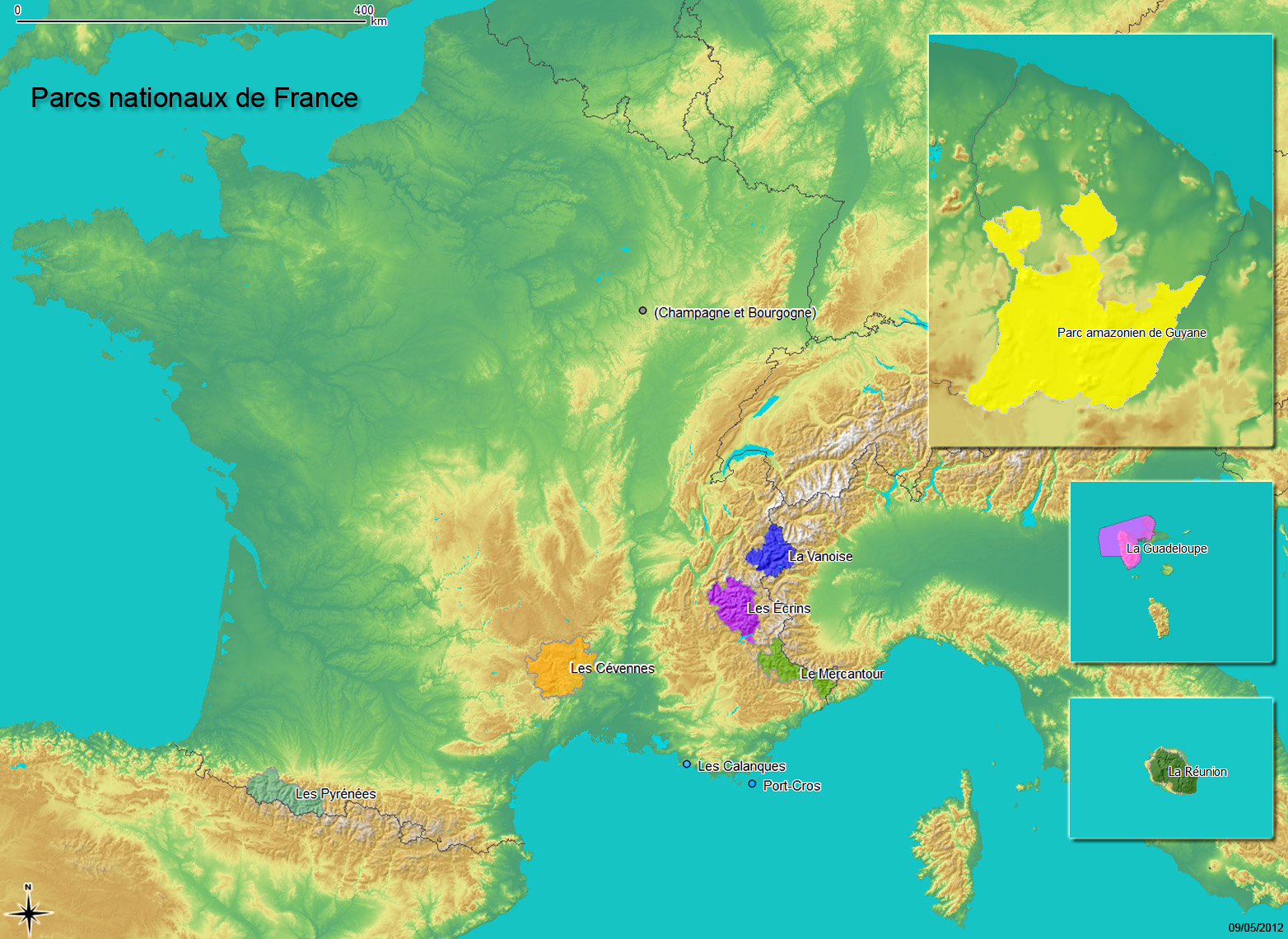
Национальные парки Франции

Система национальных парков Франции (фр. Parc national) состоит из десяти парков, располагающихся как в европейской Франции, так и на её заморских территориях. Парки управляются правительственным агентством — Управлением национальных парков Франции (фр.). Парки занимают 2 % территории европейской Франции; их посещают 7 миллионов человек в год.
Во Франции существует также структура региональных природных парков, введённая законом 1 марта 1967 года. Региональные природные парки создаются по соглашению между местными властями и центральным правительством, и их территория пересматривается каждые 10 лет. По состоянию на 2009 год во Франции существуют 49 региональных природных парков.

## Национальные парки
|  | №  | Название           | Оригинальное название          | Площадь, км²          | Год получения статуса |
|  | -- | ------------------ | ------------------------------ | --------------------- | --------------------- |
|  | 1  | Вануаз             | Parc national de la Vanoise    | 528,39                | 1963                  |
|  | 2  | Гваделупа          | Parc national de la Guadeloupe | 173                   | 1989                  |
|  | 3  | Гвианская Амазония | Parc amazonien de Guyane       | 34 000                | 2007                  |
|  | 4  | Меркантур          | Parc national du Mercantour    | 685                   | 1979                  |
|  | 5  | Пор-Кро            | Parc national de Port-Cros     | 20                    | 1963                  |
|  | 6  | Пиренеи            | Parc National des Pyrénées     | 457                   | 1967                  |
|  | 7  | Реюньон            | Parc national de La Réunion    | 173                   | 2007                  |
|  | 8  | Севенны            | Parc national des Cévennes     | 913                   | 1970                  |
|  | 9  | Экрен              | Parc national des Écrins       | 918                   | 1973                  |
|  | 10 | Каланки            | Parc national des Calanques    | 85 (суша), 435 (море) | 2012                  |